# 1. Kieler FV 1900
1. Kieler FV 1900 was een Duitse voetbalclub uit Kiel. De club werd in 1900 opgericht en fusioneerde in 1917 met FC Holstein Kiel tot het huidige KSV Holstein Kiel.

## Geschiedenis
Het voetbal werd aan het einde van de negentiende eeuw steeds populairder in Duitsland. Twee studenten uit Zuid-Duitsland sloten zich in februari 1899 bij de turnclub Kieler Männer-Turnverein von 1844 aan en voerden het voetbal in Kiel in. Begin 1900 kwam een andere Zuid-Duitser, Arthur Beier, naar de stad en wakkerde de belangstelling voor het voetbal nog aan. Beier zou in 1909 nog landskampioen worden met Karlsruher FC Phönix. Op 7 oktober 1900 richtte Beier samen met nog enkele andere leden van de Kieler MTV 1844 de Kieler FV op. Na de oprichting van FC Holstein werd de naam in 1902 gewijzigd in 1. Kieler FV 1900. Een maand eerder hadden enkele clubleden het team verlaten en hadden FC Kilia Kiel opgericht.
In 1903 was de club een van de stichtende leden van de Kielse voetbalbond en ging ook in de kampioenschap spelen. De club kon in de competitie, die door Holstein Kiel, nooit een goed resultaat behalen. De club begon zich ook toe te leggen op atletiek en werd een van de dominerende atletiekverenigingen van Noord-Duitsland.
Op 7 juni 1917 fusioneerde de club met het grote Holstein en nam de naam Kieler Sportvereinigung Holstein von 1900 aan. Het stadion van de club en de zwart-groene clubkleuren werden niet overgenomen door Holstein dat de club eigenlijk opslorpte. Enkel de oprichtingsdatum 1900 werd overgenomen in de nieuwe naam.